# 諾穆卡島

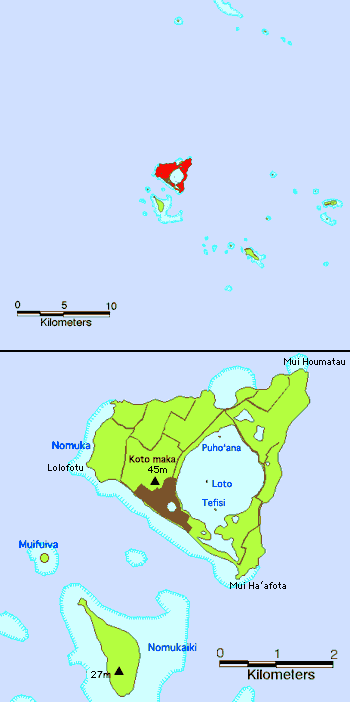
（上）諾穆卡島在哈派群島的位置；（下）諾穆卡島與附屬島嶼地圖

諾穆卡島是太平洋島國湯加的島嶼，屬於哈派群島的一部分，面積7平方公里，該島中心有一個湖泊，主要經濟活動有漁業和農業，居民人口約400至500。
20°15′S 174°48′W / 20.250°S 174.800°W